# Municipio de Jackson (condado de Daviess)
El municipio de Jackson (en inglés: Jackson Township) es un municipio ubicado en el condado de Daviess en el estado estadounidense de Misuri. En el año 2010 tenía una población de 675 habitantes y una densidad poblacional de 5,3 personas por km².

## Geografía
El municipio de Jackson se encuentra ubicado en las coordenadas 39°54′10″N 93°48′22″O / 39.90278, -93.80611. Según la Oficina del Censo de los Estados Unidos, el municipio tiene una superficie total de 127.34 km², de la cual 125,82 km² corresponden a tierra firme y (1,19 %) 1,52 km² es agua.

## Demografía
Según el censo de 2010, había 675 personas residiendo en el municipio de Jackson. La densidad de población era de 5,3 hab./km². De los 675 habitantes, el municipio de Jackson estaba compuesto por el 99,7 % blancos, el 0,15 % eran afroamericanos y el 0,15 % eran de una mezcla de razas. Del total de la población el 0,15 % eran hispanos o latinos de cualquier raza.